# 阿布杜拉·皮魯茲
阿布杜拉·皮魯茲（1929年9月14日—），又譯比魯，出生於吉隆坡，馬來西亞前男子羽球運動員。
他在1951/52賽季代表馬來亞贏得第二屆湯姆斯盃男子團體世界錦標賽冠軍。他與曾官良搭檔，他們在與美國隊的決賽中先輸給鮑伯·威廉斯、溫·羅傑斯組合，但隨後贏了迪克·米切爾和卡爾·洛夫戴，讓馬來亞能夠成功衛冕。
1955年，馬來西亞羽球協會的一項禁令阻止了阿布杜拉再度參加湯姆斯盃決賽。這項禁令嚴重衝擊阿布杜拉，畢竟他已經達到了職業生涯的巔峰狀態。馬來亞在他缺陣下仍然衛冕成功。1958年的湯姆斯盃決賽中，他重新代表馬來亞隊並擔任第三單打，但在三局大戰中輸給印尼的艾迪·優素福，無法阻止馬來亞隊輸給印尼隊。
在他的家鄉，阿布杜拉於1951年與曾官良一起贏得馬來西亞羽球公開賽男子雙打冠軍。1954年10月，他與Katherine Au-Yong結婚，後者也是羽球運動員。